# Таллахасси
Таллаха́сси (англ. Tallahassee [ˌtæləˈhæsi]) — столица Флориды, третьего по населению штата США.

## История
До прибытия белых территорию нынешнего Таллахасси населяло индейское племя апалачи, занимавшееся охотой, собирательством и земледелием. Впервые европейцы узнали о существовании апалачей от четырёх выживших (из более чем четырёх сотен поселенцев) участников неудачной экспедиции под предводительством испанского исследователя Панфило де Нарваэса. Враждебность коренного населения стала основной причиной гибели колонистов. Непосредственно же места, где сейчас стоит город, впервые достиг Эрнандо де Сото, экспедиция которого провела там зиму 1538—1539 гг.
Несмотря на формальную принадлежность Новой Испании, район практически не посещался представителями испанских колониальных властей. Попытки колонизации не предпринимались в связи с враждебностью туземцев, жарким климатом и тропическими болезнями. Район изредка посещался торговцами, в основном французами из Нового Орлеана. Переход территории к Британии по итогам Семилетней войны ничего не изменил, как и возвращение её Испании после Войны за независимость США.
В ноябре 1817 года, в ходе Первой семинольской войны, американские войска под командованием генерала Эндрю Джексона захватили индейскую деревню, стоявшую на месте нынешнего города. Деревня называлась Таллахасси, что означало «старые поля». В 1819 году бывшие испанские колонии Западная Флорида и Восточная Флорида были проданы США. Столицей вновь образованной Территории Флорида стал Таллахасси, в первую очередь благодаря своему расположению на полпути между старыми испанскими столицами двух колоний, Пенсаколой и Сент-Огастином, поскольку в то время путешествие между этими двумя крупнейшими городами Флориды занимало более полутора месяцев. В 1845 году Флорида стала 27-м штатом США, и Таллахасси получил статус столицы штата.
В годы расцвета Юга Таллахасси процветал, будучи одним из центров Хлопкового пояса. Город стал единственной столицей штатов Конфедерации к востоку от Миссисипи, которая не была захвачена северянами в ходе гражданской войны.
Отмена рабства и общий упадок Юга после войны нанесли сильный удар по городской экономике. Приносившие огромные доходы хлопковые и табачные плантации пришли в запустение, многие из них были скуплены богатыми северянами из оккупационной администрации для организации охотничих угодий. Лишь к концу XIX века городская экономика стала восстанавливаться, опираясь в основном на выращивание цитрусовых, лесозаготовки и туризм (и, разумеется, на статус столицы штата, что приносило немалый доход в городской бюджет). Эти отрасли (наряду с образованием и здравоохранением) остаются основой городского хозяйства и поныне.
В 2000 году Таллахасси приковал внимание всего мира проходившим там пересчётом голосов, решившим исход президентских выборов в пользу Джорджа Буша-младшего.
Дважды (1999 и 2015) город был награждён премией «All-America City Award» (с англ. — «Всеамериканский город») присуждаемой Национальной гражданской лигой, которую неофициально называют «Нобелевской премией за конструктивное гражданство» и которая выдается за активную гражданскую позицию жителей некорпоративных сообществ Соединённых Штатов в жизни местного самоуправления.

## География и климат

### Географические сведения
Таллахасси находится в центре северной части Флориды, приблизительно на половине пути между Пенсаколой и Джэксонвиллом и всего в 40 км к югу от границы с Джорджией. Город весьма холмист по флоридским меркам, низшая точка находится почти на уровне моря, вершина высочайшего холма — 62 метра. На этой вершине расположен исторический центр города, включая Капитолий штата Флорида. Таким образом, город является единственной из столиц американских штатов, центр которой находится в наивысшей точке городской территории. В черте города расположены два озера — Джексон и Лафайет. С севера Таллахасси граничит с национальным парком Apalachicola National Forest. Флора и фауна в окрестностях города типичны скорее для Южной Каролины или Алабамы, чем для Флориды.

### Климат
Таллахасси лежит в зоне субтропического океанического климата, с типичными для этого пояса длинным, жарким и дождливым летом и мягкой, короткой зимой. Лето в городе жарче, а зима холоднее чем в большинстве городов Флориды. Снег регистрировался всего несколько раз за всю историю наблюдений, последний раз — в январе 2018 года.
| Показатель                    | Янв. | Фев. | Март | Апр. | Май  | Июнь | Июль | Авг. | Сен. | Окт. | Нояб. | Дек. | Год  |
| ----------------------------- | ---- | ---- | ---- | ---- | ---- | ---- | ---- | ---- | ---- | ---- | ----- | ---- | ---- |
| Абсолютный максимум, °C       | 28,0 | 32,0 | 33,0 | 35,0 | 39,0 | 41,0 | 40,0 | 39,0 | 39,0 | 35,0 | 31,0  | 29,0 | 41,0 |
| Средний суточный максимум, °C | 18,0 | 20,0 | 23,0 | 27,0 | 31,0 | 33,0 | 33,0 | 34,0 | 32,0 | 28,0 | 23,0  | 19,0 | 26,6 |
| Средняя температура, °C       | 11,0 | 12,5 | 15,5 | 19,0 | 24,0 | 27,0 | 27,5 | 28,0 | 26,0 | 21,0 | 16,0  | 11,5 | 19,9 |
| Средний суточный минимум, °C  | 4,0  | 5,0  | 8,0  | 11,0 | 17,0 | 21,0 | 22,0 | 22,0 | 20,0 | 14,0 | 9,0   | 4,0  | 13,2 |
| Абсолютный минимум, °C        | −14  | −19  | −7   | −2   | 1,0  | 8,0  | 14,0 | 14,0 | 4,0  | −2   | −11   | −12  | −19  |
| Норма осадков, мм             | 110  | 123  | 150  | 78   | 88   | 196  | 185  | 186  | 119  | 82   | 89    | 99   | 1506 |
| Источник: NOAA                |      |      |      |      |      |      |      |      |      |      |       |      |      |

## Население
| 1860     | 1870     | 1880    | 1890     | 1900     | 1920     | 1930     | 1940     | 1950     |
| -------- | -------- | ------- | -------- | -------- | -------- | -------- | -------- | -------- |
| 201      | ↗384     | ↗1432   | ↗2159    | ↗6374    | ↗10 303  | ↗51 937  | ↗62 475  | ↗73 958  |
| 1960     | 1970     | 1974    | 1980     | 1984     | 1990     | 1998     | 2000     | 2010[…]  |
| ↗89 539  | ↗102 482 | ↘85 000 | ↗113 583 | ↘112 000 | ↗124 773 | ↗136 600 | ↗150 624 | ↗181 376 |
| 2020     |          |         |          |          |          |          |          |          |
| ↗196 169 |          |         |          |          |          |          |          |          |

По данным переписи 2010 года в городе проживало 181 376 человек, имелось 84 248 домохозяйств.
Расовый состав населения:
- белые — 53,3 %
- афроамериканцы — 35 %
- латиноамериканцы — 6,3 %
- азиаты — 3,7 %

Среднегодовой доход на душу населения составлял 18 981 доллар США (данные 2000 года). Средний возраст горожан — 26 лет (Таллахасси является одной из самых «молодых» столиц штатов). Уровень преступности высокий, в 2,5 раза превышает средний по США.

## Экономика
Как и в большинстве столиц американских штатов, основой местной экономики являются сектор государственного управления, образование и здравоохранение.
В городе находятся 2 из 10 университетов штата — Университет штата Флорида и А&M Университет Флориды, а также муниципальный колледж Таллахасси. Более чем 40 % экономически активного населения Таллахасси и округа Лион работают в правительственных агентствах и организациях, и более чем 50 000 студентов посещают университеты или колледж. Две региональные больницы служат базами для крупного медицинского центра, обслуживающего северную Флориду и юг Джорджии.
Благодаря присутствию правительства штата и двух апелляционных судов штата, в городе проживает большое количество адвокатов и лоббистов.
Промышленность в городе практически отсутствует. В окрестностях развиты выращивание цитрусовых и лесозаготовки. Важную роль играет туризм.

## Транспорт
В 7 километрах к юго-западу от центра города расположен аэропорт Таллахасси (IATA: TLH, ICAO: KTLH) с пассажирооборотом около 670 000 человек в год. Регулярные пассажирские рейсы выполняются в Атланту, Даллас, Вашингтон, Майами, Тампу, Шарлотт и Форт-Лодердейл.
Через Таллахасси проходит железнодорожная линия, но пассажирское сообщение по ней (по маршруту Новый Орлеан — Майами) прекращено в 2005 году после урагана Катрина и с тех пор не возобновлялось.
Основные автомобильные дороги, проходящие через город: межштатное шоссе I-10, скоростные дороги US 27, US 90 и US 319.
Общественный транспорт представлен 12 автобусными маршрутами под управлением муниципальной компании StarMetro.

## Города-побратимы
- Гана: Кононго-Одумасе
- Израиль: Рамат Ха-Шарон
- Синт-Мартен /  Сен-Мартен: Остров Святого Мартина
- Ирландия: Слайго

## Археология
Доисторическая стоянка человека в Северной Америке Пэйдж-Ладсон, обнаруженная на дне реки Ауцилла вблизи города Таллахасси, датируется возрастом не менее 14,55 тыс. лет назад.